# بئرس
شهر بئرس (به فرانسوی: Beerse) در شهرستان تورنو در استان آنتوئر در منطقه فلاندری در کشور بلژیک واقع شده‌است.